# (160091) 2000 OL67
(160091) 2000 OL67 est un objet transneptunien double faisant partie des cubewanos.

## Caractéristiques
(160091) 2000 OL67 a un diamètre estimé entre 74 km et 109 km.

## Orbite
L'orbite de 2000 OL67 possède un demi-grand axe de 45,332 ua et une période orbitale d'environ 305 ans. Son périhélie l'amène à 40,35 ua du Soleil et son aphélie l'en éloigne de 50,314 ua. Il s'agit d'un cubewano.

## Découvertes
2000 OL67 a été découvert le 29 juillet 2000. Une lune nommée provisoirement S/2008 (160091) 1 possède un diamètre d'environ 56 km son diamètre serait légèrement inférieur au primaire et orbite à environ 7 695 ± 685 km de distance,. L'objet pourrait être qualifié de transneptunien double.